# Eldar Qasımov
Eldar Pərviz oğlu Qasımov, noto anche con lo pseudonimo di Ell (Baku, 4 giugno 1989), è un cantante azero.
Insieme a Nigar Camal ha rappresentato l'Azerbaigian all'Eurovision Song Contest 2011 a Düsseldorf in Germania, vincendo l'edizione con il brano Running Scared.

## Biografia
È pronipote della coppia di attori azeri Abbas Mirzə Əbdülrəsul oğlu Şərifzadə e Mərziyyə Yusif qızı Davudova e nipote dell'attrice Firəngiz Abbasmirzə qızı Şərifova.
Qasımov ha iniziato a cantare quando era molto giovane, partecipando a numerosi concerti in varie città dell'Azerbaigian e della Russia. Ha studiato musica dal 2001 al 2005 imparando a suonare il pianoforte.
Eldar Qasımov si è laureato in relazioni internazionali ed in geografia regionale presso l'Università Slava di Baku.

## Carriera

### Eurovision Song Contest 2011
Qasımov ha partecipato alla selezione Nazionale Azera, Milli Seçim Turu 2011.
L'11 febbraio 2011 Ictimai TV ha deciso che lui e Nigar Camal hanno vinto il diritto di rappresentare l'Azerbaigian all'Eurovision Song Contest 2011 a Düsseldorf, in Germania.
Hanno partecipato con lo pseudonimo di "Ell & Nikki" presentando la canzone Running Scared, scritta dagli svedesi Stefan Örn, Sandra Bjurman e Iain Farguhanson, piazzandosi al primo posto.

### Eurovision Song Contest 2012
Qasımov è stato uno dei tre conduttori scelti per condurre l'edizione 2012 dell'Eurovision Song Contest presso la Baku Crystal Hall a Baku, in Azerbaigian.